# Runenstein von Læborg
Der im Jahre 1638 gefundene Runenstein von Læborg steht bei der romanischen Kirche auf dem Friedhof der westlich von Kolding in Jütland gelegenen dänischen Gemeinde Læborg in der Region Syddanmark.
Die Besonderheit des Runensteins ist, dass hier – etwas unüblich – ein Thorhammer eingeritzt ist. Andere überlebende Runensteine oder Inschriften, die Thors Hammer zeigen, sind die sieben Runensteine U 1161 in Altuna, Sö 86 in Åby, Sö 111 in Stenkvista, Sö 140 von Jursta, Vg 113 in Lärkegapet, Öl 1 in Karlevi, DR 331 heute in Lund (Schonen) in Schweden und in Dänemark die beiden Steine DR 48 von Hanning und DR 120 am Dyssehøjvej in Spentrup.
Die von dem Runenmeister Tuve geritzte Inschrift auf dem Granitblock stammt aus der Wikingerzeit (800–1050 n. Chr.) und lautet:
Es wird angenommen, dass mit þurui trutnik Königin Thyra Danebod gemeint sein könnte.